# 천덕 (금)
천덕(天德, 1149년 12월 ~ 1153년 3월)은 금나라 폐제(廢帝) 해릉양왕(海陵煬王) 완안 량(完顔 亮)의 첫번째 연호이다. 3년 4개월 가량 사용하였다.

## 개원
- 황통(皇統) 9년 12월 11일[1](1150년 1월 11일)에 연호를 천덕(天德)으로 개원함.[2][3][4]

- 천덕(天德) 5년 3월 26일[5](1153년 4월 21일)에 연호를 정원(貞元)으로 개원함.[2][6][4]

## 연대 대조표
| 천덕       | 원년            | 2년        | 3년        | 4년        | 5년        |
| 서기(西紀) | 1149년          | 1150년     | 1151년     | 1152년     | 1153년     |
| 간지(干支) | 기사(己巳)      | 경오(庚午) | 신미(辛未) | 임신(壬申) | 계유(癸酉) |
| 남송(南宋) | 소흥(紹興) 19년 | 20년       | 21년       | 22년       | 23년       |

## 동시대 연호

### 중국
송(宋)
- 소흥(紹興) (1131년 ~ 1162년)

서하(西夏)
- 천성(天盛) (1149년 ~ 1169년)

대리국(大理國)
- 대보(大寶) (1149년 ~ 1156년)

서요(西遼)
- 함청(咸淸) (1144년 ~ 1150년)
- 소흥(紹興) (1151년 ~ 1163년)

### 베트남
- 다이딘(大定) (1140년 ~ 1162년)

### 일본
- 규안(久安) (1145년 ~ 1151년)
- 닌페이(仁平) (1151년 ~ 1154년)

## 같이 보기
- 다른 왕조의 같은 연호
  - 전 리 왕조(前李朝) 티엔득(天德, 544년 ~ 548년)
  - 민(閩) 천덕(天德, 943년 ~ 945년)
  - 일본(日本) 덴토쿠(天德, 957년 ~ 961년)

- 중국의 연호 목록